# Média-metragem
Média-metragem é uma obra cinematográfica de duração intermediária entre curta-metragem e longa-metragem, não havendo um padrão internacional para definir os seus limites.

## No Brasil
No Brasil, a Medida Provisória 2228, de 6 de setembro de 2001, em seu capítulo 1, "das definições", artigo 1º, inciso VIII, definiu a obra audiovisual de média metragem como "aquela cuja duração é superior a quinze minutos e igual ou inferior a setenta minutos". Este dispositivo dá existência legal a um tipo de filme que normalmente é considerado curto demais para ter lançamento comercial em salas de cinema, mas também longo demais para ser exibido como complemento na mesma sessão de um longa.

## Em outros países
Organismos cinematográficos dos Estados Unidos e da Inglaterra não utilizam a denominação "média-metragem": para a Academia de Artes e Ciências Cinematográficas dos EUA, para o American Film Institute
 e para o British Film Insitute, filmes abaixo de 40 minutos são considerados curtas-metragens, e acima desta duração são longas-metragens.
Para o Centro Nacional de Cinematografia da França, o limite legal que separa os curtas dos longas é de 60 minutos, ou 1600 metros de comprimento para filmes realizados em 35 mm. No entanto, a expressão "moyen métrage" é largamente utilizada na França para filmes entre 30 e 60 minutos de duração, havendo inclusive um festival de cinema, na cidade de Brive, exclusivo para filmes de média metragem.
O termo também é bastante utilizado na Itália ("mediometraggio") e nos países de fala hispânica ("mediometraje"). Desde 2008, o Festival Max Ophüls para filmes falados em alemão possui uma premiação específica para o melhor filme de média metragem ("Mittellangfilm").